# Distrito de Alfonso Ugarte
Alfonso Ugarte es un distrito situado en la provincia de Sihuas, en el departamento de Áncash, Perú. Según el censo de 2017, tiene una población de 533 habitantes.
El máximo responsable del gobierno distrital es el alcalde, elegido cada cuatro años.

## Historia
El distrito fue creado mediante Ley N.º 11983, del 27 de marzo de 1953, en el Gobierno del Presidente Manuel A. Odría.

## Caseríos
- El Porvenir (Chamana)
- Bellavista (Vaquería)
- Sillahirca
- Asuy
- Puquio
- Ojshay[2]

## Geografía
Tiene una superficie de 80,71 kilómetros cuadrados y está ubicado a una altitud de 3205 metros sobre el nivel del mar.
Su capital es Ullulluco.

## Autoridades

### Municipales
- 2023-2026
  - Alcalde: Han Marcos Morillo Torres[3]

- 2011-2014[4]
  - Alcalde: Lizardo Manuel Acuña Rojas (MIRO)
  - Regidores: Elmer Tadeo Velásquez Morillo (MIRO), Víctor Cortez Francisco (MIRO), Santiago Abraham Quezada Trujillo (MIRO), Melina Isabel López Cruz (MIRO), Ricardo Javier Borja Torres (Frente Amplio Democrático Sihuasino).
- 2007-2010
  - Alcalde: Román Beltrán Liñán Trujillo